# Військова реформа Олександра II

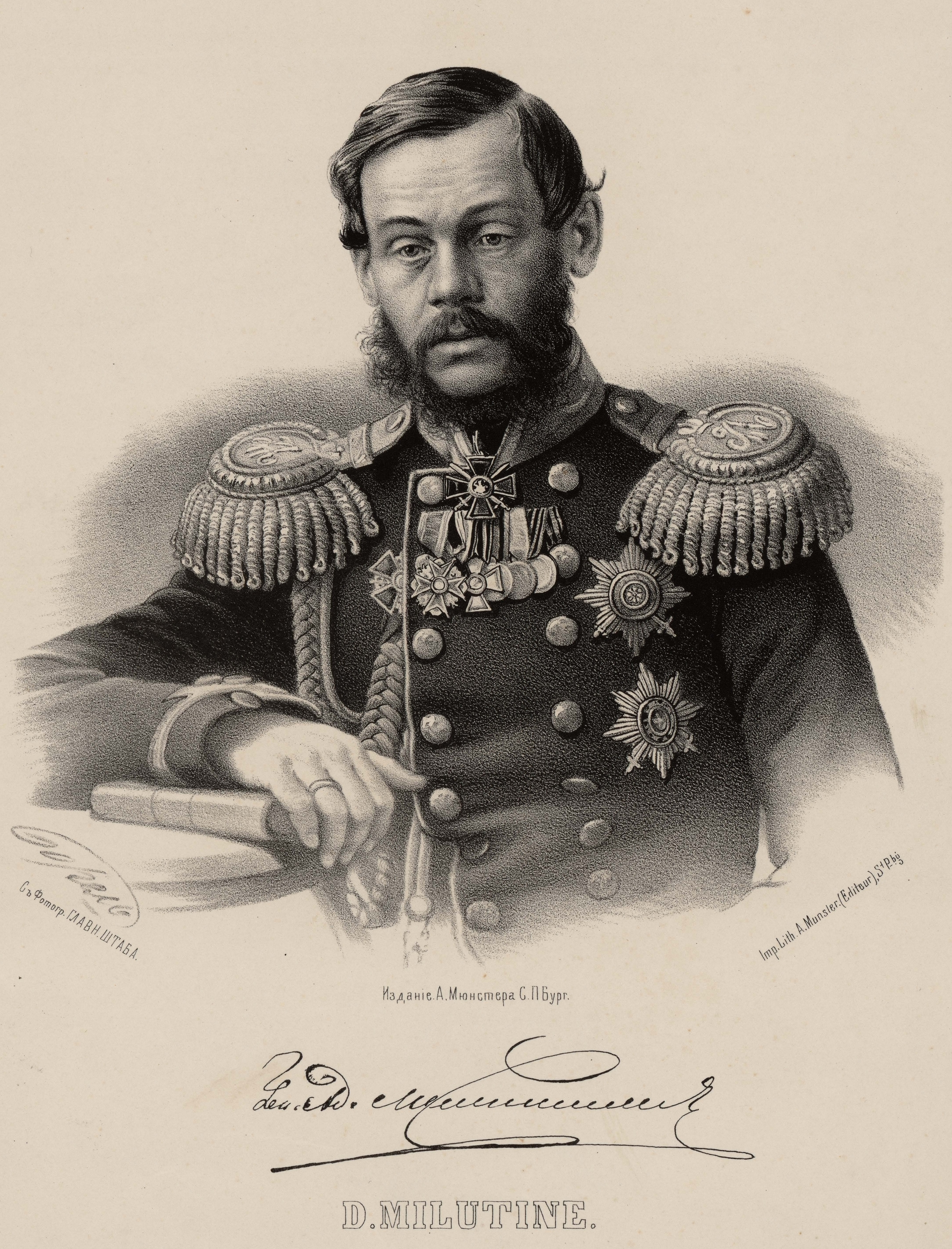
Дмитро Мілютін

Військова реформа Олександра II — заходи в 1862–1874 в Російській імперії з реорганізації та осучаснення армії, здійснювалися під керівництвом військового міністра Дмитра Мілютіна, і тому в історичній літературі часто називаються «реформами Мілютіна».
Основним їхнім завданням було переоснащення армії найновішими видами зброї, збільшення чисельності підготовленого до бойових дій військового резерву.
З 1874 замість рекрутських наборів вводилася загальна військова повинність (від проходження служби в армії звільнялися ті призовники, які зараховувалися в ополчення; народи Півночі, Середньої Азії, деякі народи Кавказу та Сибіру; служителі культу).
У зв'язку з переходом флоту від парусного до парового сталася докорінна реорганізація військово-морських сил.
Змінювалися функції Військового міністерства, до обов'язків якого відтоді не входило розв'язання військово-адміністративних питань місцевого значення: міністерство мало займатися лише загальноармійськими проблемами.
У 1862—1864 створено військові округи; усі військові формування та установи, що перебували на території округу, підпорядковувалися його командувачу. Територія України входила до складу 3 округів — Київського, Одеського (1862) та Харківського (1864).
Військові реформи передбачали навчання солдатів усього того, що необхідно було для ведення тогочасного бою. Докорінно змінювалася підготовка офіцерських кадрів. Збільшилася кількість військово-навчальних закладів, які поділялися на 4 групи: вищі (академії), середні (спеціальні і юнкерські училища), середні загальноосвітні (військові гімназії, кадетські корпуси) та нижчі (військові школи). Розширився доступ до військових вишів для представників усіх верств населення. Це, з одного боку, зміцнило командний склад армії, з іншого — викликало невдоволення дворянства, яке раніше обіймало практично всі офіцерські посади. Особлива увага була приділена підготовці молодшого командного складу, який випускали юнкерські училища (1874 року їх було 16). Надалі Військове міністерство відкрило при Московському, Київському та Єлизаветградському юнкерських училищах спеціальні відділення для підготовки офіцерів, які мали посідати в армії вищі посади.